# 遠山裕介
遠山 裕介（とおやま ゆうすけ、1984年3月12日 - ）は、日本の俳優。東京都出身。

## 来歴
2022年2月、2021年に結婚していた事と第1子となる女児の誕生を自身のInstagramにて報告。
2023年10月11日に第2子が誕生したことを報告。

## 出演

### 舞台
- ENDLESS SHOCK (2008年)
- エリザベート（2008年） - トートダンサー 役
- 梅田芸術劇場主催「LOVE LEGEND」（2009年）
- 藤澤ノリマサファーストコンサート (2009年)
- 島田歌穂コンサート (2009年)
- 真琴つばさライブ（2010年)
- 矢沢永吉コンサートin武道館 (2010年)
- ロミオ&ジュリエット（2011年）
- 銀河英雄伝説 外伝 ミッターマイヤー・ロイエンタール篇（2011年） - コルプトの弟 役
- 銀河英雄伝説 第二章 自由惑星同盟編（2012年） - ジョアンレベロ 役
- 遠い夏のゴッホ（2013年）
- ブロードウェイミュージカルライブ(2013年)
- 華麗なるミュージカルコンサート  (2013年)
- ロミオ&ジュリエット(2013年)
- 新贋作水滸伝  (2013年)
- ラブネバーダイ  (2014年)
- オーシャンズ11（2014年） - チャールズ 役
- MEMPHIS（2015年）
- デスノート  (2015年)
- 現代版若草物語 (2015年)
- チェス (2015年)
- キンキーブーツ（2016年） - エンジェルス 役
- 地球ゴージャス プロデュース公演 Vol.14「The Love Bugs」   (2016年)
- フランケンシュタイン（2017年）
- デスノート  (2017年)
- MEMPHIS  (2017年)
- モーツァルト!（2018年） - 劇場支配人シカネーダー 役
- 浪漫活劇「るろうに剣心」（2018年）-セバスチャン 役
- ミュージカル座「タイム・フライズ」（2019年)   -哲平 役
- キンキーブーツ（2019年） - エンジェルス役
- TipTap「フリーダ・カーロ」—折れた支柱—（2019年） - アレハンドロ 役
- ラヴズ・レイバーズ・ロスト-恋の骨折り損-（2019年） - コスタード 役
- ミュージカル「アナスタシア」（2020年）- グレブ／イポリトフ伯爵 役
- 舞台『鬼滅の刃』其ノ肆 遊郭潜入（2023年11月14日 - 19日、メルパルクホール / 12月1日 - 10日、TOKYO DOME CITY HALL） - 妓夫太郎 役[2]
- ミュージカル『モーツァルト!』（2024年） - エマヌエル・シカネーダー 役[3]
- ミュージカル『Fate/Zero』〜The Sword of Promised Victory〜（2025年） - 遠坂時臣 役[4]
  - ミュージカル『Fate/Zero』〜A Hero of Justice〜（2025年）[5]
- ミュージカル『初恋 Sada Yacco: Japan's first actress』（2025年）[6]
- ミュージカル『LAZARUS-ラザルス-』（2025年） - マイケル 役[7][8]

### CM
- NETで賃貸
- JR東日本
- JAバンク
- サントリー
- 資生堂「臭わないZ」
- ドコモ携帯5G「Here comes the 5g」
- 髙島屋

### TV
- NHK「歴史にドキリ」(桓武天皇編)
- NHK「歴史にドキリ」(鑑真編)
- NHK「歴史にドキリ」(大久保利通編)
- NHK「歴史にドキリ」(西郷隆盛編)
- NHK「歴史にドキリ」(伊藤博史編)
- NHK「歴史にドキリ」(聖武天皇編)
- NHK「歴史にドキリ」(織田信長編)
- NHK歌謡コンサート
- ドラマ24「勇者ヨシヒコと導かれし七人」（第7話）

### PV
- ピアニスト荒武裕一郎プロモーションビデオ
- スガシカオ「コノユビトマレ」
- ASIAN KUNG-FU GENERATION「踵で愛を打ち鳴らせ」
- 郷ひろみ「デンジャラー」